# Tlogorejo (Sukodadi)
Tlogorejo is een bestuurslaag in het regentschap Lamongan van de provincie Oost-Java, Indonesië. Tlogorejo telt 1140 inwoners (volkstelling 2010).